# Bedessa (Oromia)
Pour les articles homonymes, voir Bedessa.
Bedessa est une ville et un woreda d'Éthiopie, située dans la zone Mirab Hararghe de la région Oromia.

## Situation
Bedessa se trouve à environ 1 683 m d'altitude au nord du woreda Kuni, sur la route en direction de Gelemso à 20 km au sud-ouest de la ville de Kuni et à près de 40 km de la ville de Chiro/Asebe Teferi par la route.

## Population
D'après le recensement national de 2007 réalisé par l'Agence centrale de statistique d'Éthiopie, Bedessa compte 18 187 habitants. La majorité des habitants (64,5%) sont musulmans tandis que 33,1% sont orthodoxes et 2,1% protestants.
En 2020, la population est estimée (par projection des taux de 2007) à 21 478 personnes.